# Oranjevleugeltroepiaal
De oranjevleugeltroepiaal (Icterus jamacaii) is een zangvogel uit de familie Icteridae (troepialen).

## Verspreiding en leefgebied
Deze soort is endemisch in oostelijk Brazilië.